# Klemens Kozłowski
Klemens Kozłowski herbu Jastrzębiec – viceregent grodzki płocki, sekretarz pieczęci większej koronnej w 1764 roku.
Podpisał z województwem płockim elekcję Stanisława Augusta Poniatowskiego.